# 정주 (북위)
정주(定州)는 397년(북위 도무제 황시 2년) 북위가 신설한 중국의 옛 행정 구역으로 지금의 허베이성 딩저우시의 전신이다.

## 북위
북위가 후연을 격파한 이후에 기주의 일부에서 안주(安州)를 설치했으나 400년(북위 도무제 천흥 3년) 정주(定州)로 개명되었다. 중산군, 상산군, 거록군, 박릉군, 북평군의 5군 24개현 177,501호 834,274명을 거느렸다.

## 수
대업 연간에 주현제를 실시하는 동안에 박릉군으로 불렸다.

## 당
621년(당 고조 무덕 4년), 당 고조가 두건덕을 토벌한 이후에 안희현, 의풍현, 북평현, 심택현, 무극현, 당창현, 신락현, 항양현, 당현, 망도현의 10개현을 관할하는 정주를 복구했다. 동년 정주를 총관부로 승격시킨뒤 정주(定州), 항주(恆州), 만주(滿州), 염주(廉州), 정주(井州)의 5개 주를 관할했다.
623년(당 고조 무덕 6년), 정주총관부가 대총관부로 승격되었고 하북 일대의 32개 주를 관할하는 지역맹주도시로 변했다. 624년(당 고조 무덕 7년), 대총관부를 도독부로 개편하고 근처의 정주, 항주, 만주, 정주, 조주, 염주, 난주, 여주(蠡州)의 8개주로 관할 범위가 축소되었다.
627년(당 태종 정관 원년), 염주를 폐지하고 고성현을 본주의 속현으로 삼았다. 631년(당 태종 정관 5년), 도독부를 폐지했으나 639년(당 태종 정관 13년)에 대도독부로 복구되었다. 하지만 1년후 대도독부가 폐지되었다. 643년(당 태종 정관 17년), 심주가 폐지되자 안평현을 본주의 속현으로 삼았다. 713년(당 현종 선천 2년), 심주가 복구됨에 따라 안평현이 옛 주로 돌아갔다.
742년(당 현종 천보 원년), 군현제를 실시함에 따라 박릉군으로 개명되었다가 758년(당 현종 건원 원년) 다시 정주로 되돌렸다. 768년(당 대종 대력 3년) 고성현이 항주로, 곡양현이 원주(洹州)로 내속되었다. 774년(당 대종 대력 9년), 원주가 폐지되면서 곡양현이 본주의 속현으로 돌아왔다. 893년(당 소종 경복 2년)에  무극현과 심택현이 중급주인 기주(祁州)로 분리되었다. 본래 11현 25,637호 86,676명을 거느렸으나 천보연간에 78,090호 496,676명으로 인구가 크게 늘었다.
| 현명   | 한자   | 대략적 위치                        | 비고 |
| ------ | ------ | ---------------------------------- | --- |
| 안희현 | 安喜縣 | 딩저우 시                          | 621년 선우현에서 지금의 이름으로 바뀌었다. 주의 치소가 현내에 존재했다. |
| 의풍현 | 義豐縣 | 바오딩 시 안궈 시                  | 수나라때 지금의 현치인 정덕보(鄭德堡)로 옮겨졌고 후에 지금의 이름으로 바뀌었다. 697년(측천무후 만세통천 2년) 거란의 공격으로 폐지되었다가 측천무후에 의해 위절현(立節縣)으로 바뀌었다. 당 중종치세인 신룡연간에 옛 이름으로 복구되었다. |
| 북평현 | 北平縣 | 바오딩 시 순핑 현                  | 697년 거란군에 의해 점령되었고 순충현(徇忠縣)이란 이름으로 개명되었다. 705년(당 중종 신룡 원년)에 옛 이름으로 바뀌었다. |
| 망도현 | 望都縣 | 바오딩 시 왕두 현                  | 621년 안희현과 북평현사이에서 신설되었다. 초창기엔 안험현고성에 치소를 두었으나 634년(당 태종 정관 8년) 지금의 치소로 옮겨졌다. |
| 안험현 | 安險縣 |                                    | 한대의 현으로 중산국에 속했다. |
| 곡양현 | 曲陽縣 | 바오딩 시 취양 현                  | 수나라때 항양현으로 개명되었다. 768년, 원주로 이관되었다가 774년 본주의 속현으로 돌아왔다. 820년(당 헌종 원화 15년) 곡양현으로 개명되었다.                                                                                              |
| 형읍현 | 陘邑縣 | 딩저우 시 남 정녕점진일대          | 621년 수창현에서 당창현으로 개명되었다가 742년 지금의 이름으로 바뀌었다. |
| 당현   | 唐縣   | 바오딩 시 탕 현 서 나장향 북부일대 | 본래 고공성(古公城)에 치소를 두었으나 698년(측천무후 성력 원년) 지금의 치소로 옮겨졌다. |
| 신락현 | 新樂縣 | 스자좡 시 신러 시 북동 승안진일대  | 수나라때 지금의 이름으로 바뀌었다. |
| 무극현 | 無極縣 | 스자좡 시 우지 현                  | 627년 정주의 속현이 되었는데 697년이전까지는 무극현(毋極縣)으로 불렸다. 892년 기주로 이관되었고 기주의 치소가 되었다. |
| 심택현 | 深澤縣 | 스자좡 시 선쩌 현                  | 수나라말기 폐지되었다가 621년 현이 복구되었다. 892년 기주의 속현으로 분리되었다. |

## 송
중산부(中山府)로 불렸다. 군명은 박릉군이고  송나라가 건국되자마자 거란와의 국경지대가 형성된 바오딩 시일대를 흡수했다. 태평흥국 초에 정무군절도(定武軍節度)가 파견되었다. 1048년(경력 8년)에 본주, 보주, 심주, 기주, 광신군, 안숙군, 순안군, 영녕군을 관할하는 정주로안무사(定州路安撫使)를 두었다. 1113년(정화 3년), 부로 승격되었고 군명도 중산군으로 개명했다. 숭녕연간에는 65,935호 186,305명이 살았다. 라(羅), 큰꽃무늬비단(大花綾)을 공납으로 바쳤다. 7현을 두었다.
| 현명   | 한자   | 현급 | 비고                                                                                  |
| ------ | ------ | ---- | ------------------------------------------------------------------------------------- |
| 안희현 | 安喜縣 | 緊   | 본부의 치소가 있었다.                                                                 |
| 무극현 | 無極縣 | 緊   |                                                                                       |
| 곡양현 | 曲陽縣 | 上   |                                                                                       |
| 당현   | 唐縣   | 上   |                                                                                       |
| 망도현 | 望都縣 | 中   |                                                                                       |
| 신락현 | 新樂縣 | 中   |                                                                                       |
| 북평현 | 北平縣 | 中下 | 1042년에 본현에 있는 북평채에 주 직할 북평군(北平軍)을 배치했고 본현에 군사를 두었다. |

## 금
1129년(금 태종 천회 7년), 중산부에서 정주로 강등되었다. 민정은 정무군절도사(定武軍節度使)가 맡았고 훗날 중산부로 복구되었다. 83,490호 7현 2진을 거느렸다.
| 현명/진명 | 한자   | 대략적 위치       | 비고                                                                               |
| --------- | ------ | ----------------- | ---------------------------------------------------------------------------------- |
| 안희의    | 安喜倚 | 변화없음          | 구수(滱水)、노노수(盧奴水)、장성천(長星川)이 현경내에서 흐른다.                    |
| 신락현    | 新樂縣 | 변화없음          | 파수(派水)、목도구(木刀溝)가 현경내에 있다.                                        |
| 무극현    | 無極縣 | 변화없음          | 자하(澬河)가 현경내에 있다.                                                        |
| 영평현    | 永平縣 | 바오딩 시 순핑 현 | 1214년(금 선종 정우 2년) 4월에 완주(完州)로 독립했다.                              |
| 경도현    | 慶都縣 | 바오딩 시 왕두 현 | 현경내에 요산(堯山)、도산(都山)、당수(唐水)가 있다.                                |
| 곡양극    | 曲陽劇 | 바오딩 시 취양 현 | 현경내에 상산(常山), 곡방수(曲防水)가 있다. 용천진(龍泉鎭)을 속진으로 두고 있다.   |
| 당현      | 唐縣   | 변화없음          | 현경내에 호산(孤山), 당산(唐山), 구수가 있다. 군성진(軍城鎭)을 속진으로 두고 있다. |

## 원
중서성 진정로에 속했다. 기주(祁州)、완주(完州)를 속주로 두었으나 1239년(우구데이 칸 11년), 기주와 완주가 순천부로 이관됨에 따라 주역이 축소되었고 진정로에 속하게 되었다. 3개현을 관할했다.
| 현명   | 한자   | 대략적 위치       | 현급 |
| ------ | ------ | ----------------- | ---- |
| 안희현 | 安喜縣 | 딩저우 시         | 中   |
| 신락현 | 新樂縣 | 스자좡 시 신러 시 | 下   |
| 무극현 | 無極縣 | 스자좡 시 우지 현 | 中   |